# فريدريك أورباخ
فريدريك أورباخ (بالألمانية: Friedrich Auerbach)‏ هو كيميائي ألماني، ولد في 23 أغسطس 1870 في فروتسواف في بولندا، وتوفي في 4 أغسطس 1925 في برلين في ألمانيا.